# Vipio schwarzii
Vipio schwarzii är en stekelart som först beskrevs av William Harris Ashmead 1889.  Vipio schwarzii ingår i släktet Vipio och familjen bracksteklar. Inga underarter finns listade i Catalogue of Life.